# Rapid Fire
Rapid Fire är en amerikansk actionfilm från 1992, i regi av Dwight H. Little. I rollerna ser vi Brandon Lee, Powers Boothe, Tzi Ma och Nick Mancuso.

## Handling
Jake Lo (Brandon Lee) jagas av smugglare och lömska agenter efter att ha blivit vittne till ett mord.

## Rollista (i urval)
- Brandon Lee – Jake Lo
- Powers Boothe – Mace Ryan
- Raymond J. Barry – Frank Stewart
- Kate Hodge – Karla Withers
- Tzi Ma – Kinman Tau
- Tony Longo – Brunner
- Michael Paul Chan – Carl Chang
- Al Leong – Minh
- Nick Mancuso – Antonio Serrano
- Jeff McCarthy – Anderson

## Om filmen
Filmen fick mestadels blandade recensioner. Många av fightscenerna var iscensatta av Lee.
Efter Brandon Lees tidiga död, såg man en kraftig ökning av videoförsäljningen.